# Szmuel Engel
Szmuel Engel, zwany Iluj z Tarnowa (ur. 1852 w Tarnowie, zm. 19 lutego 1935) – gaon, autor dzieł talmudycznych.

## Życiorys
Urodził się w 1852 roku w Tarnowie. Był synem Zeewa Wolfa Engela. Uczeń cadyka Chaima Halberstama z Nowego Sącza. Poślubił córkę rabiego Icchaka z Biłgoraja i w 1872 roku został w Biłgoraju rabinem przy wsparciu znanego gaona R 'Szneora Zalmana, autora „Tory dobroci” i przewodniczącego Beith Din (sądu religijnego) w Lublinie. W 1879 roku jako cudzoziemiec otrzymał nakaz opuszczenia Cesarstwa Rosyjskiego. Osiedlił się w Rudniku, gdzie studiował kabałę pod kierunkiem rabiego Barucha z Gorlic. Sprawował urząd rabina również w Dukli. Od 1886 roku był rabinem Radomyśla. Engel stworzył w Radomyślu liczący się ośrodek chasydyzmu, związany z Bełzem (tzw. chasydzkim Rzymem), oddziałujący na Dębicę, Mielec i Połaniec. Pod koniec wojny opuścił miasto, a jego miejsce zajął jego syn Chaim Engel, który urząd ten piastował do 1939 roku. W 1917 roku przeniósł się na Słowację do Koszyc, gdzie objął stanowisko przewodniczącego sądu rabinackiego. Był obeznany z klasyczną literaturą chasydzką, wysoko cenił Szneura Zalmana z Ladów, Elimelecha z Leżajska oraz Halberstama Chaima ben Arie Lejba z Sącza.
Wnuk Elchanan Halpern z Londynu od 1941 roku publikował liczne jego dzieła. W 1981 roku w Jerozolimie ukazała się pełna edycja prac Engela.